# Marcal

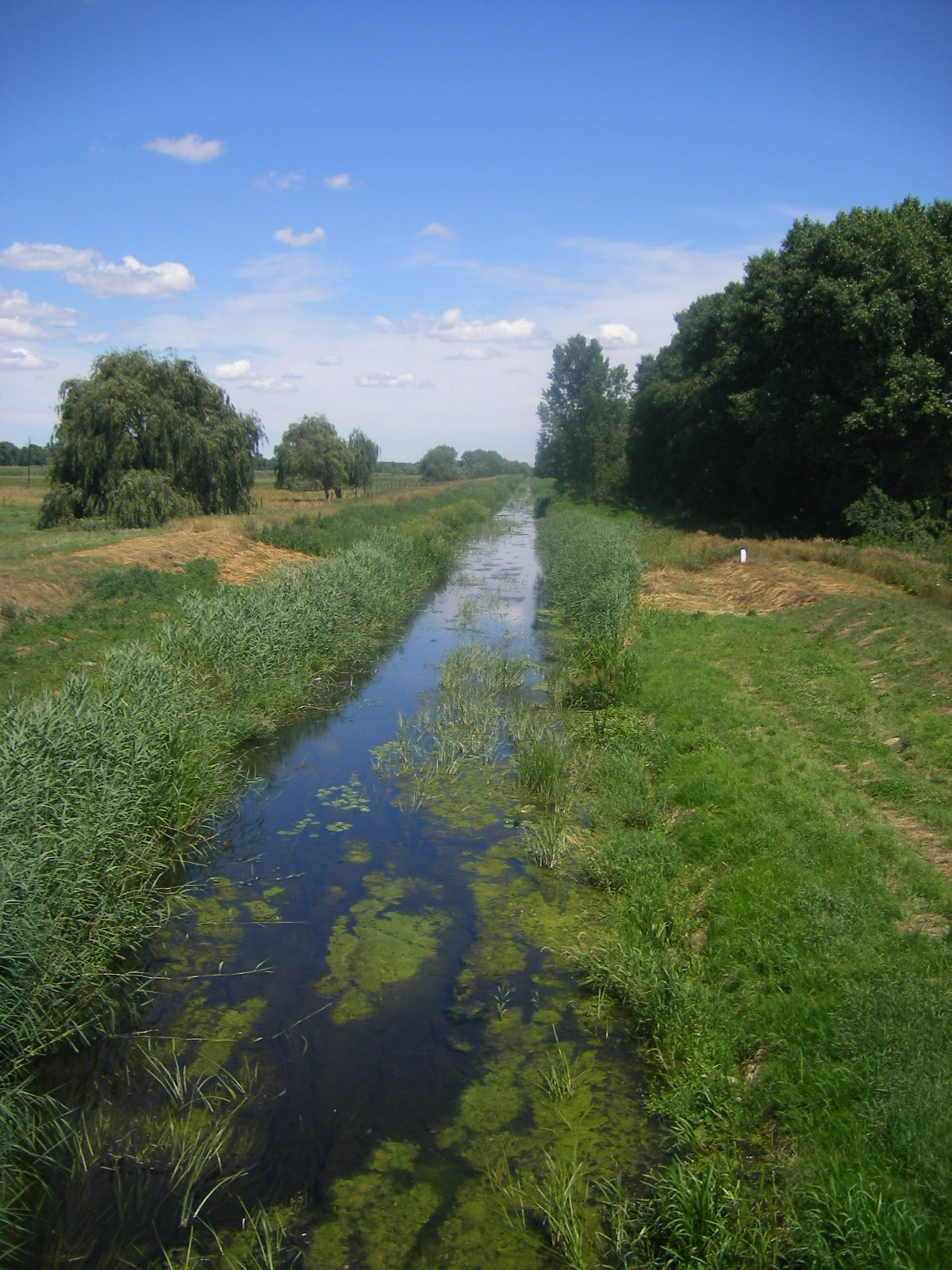
Marcal, 2007.

Marcal är en flod i Ungern som har sin källa nära staden Sümeg i Bakonybergen i västra Ungern. Den är cirka 100 kilometer lång och rinner norrut över lilla ungerska slätten. Floden är en biflod till Rába, som mynnar ut i Donau.
Den 4 oktober 2010 brast en damm tillhörande en aluminiumfabrik nära Ajka och giftigt rödslam, restavfall efter tillverkningen, nådde floden och orsakade en ekologisk katastrof, dels på grund av dess höga pH-värde som drabbade djur- och växtlivet i floden hårt och på grund av att det innehöll miljöfarliga tungmetaller. Försök att sänka pH-värdet med gips och syra för att minska skadorna lyckades inte, utan Marcal led mycket stor förlust av akvatiskt liv.